# Patřín (rybník)
Rybník Patřín je rybník o rozloze vodní plochy 3,41 ha nalézající se na říčce Kněžmostka asi 0,2 km východně od centra obce Suhrovice, místní části města Kněžmost v okrese Mladá Boleslav. Po hrázi rybníka prochází silnice III/2684 spojující Suhrovice s Kněžmostem.
Rybník je využíván pro chov ryb.

## Galerie

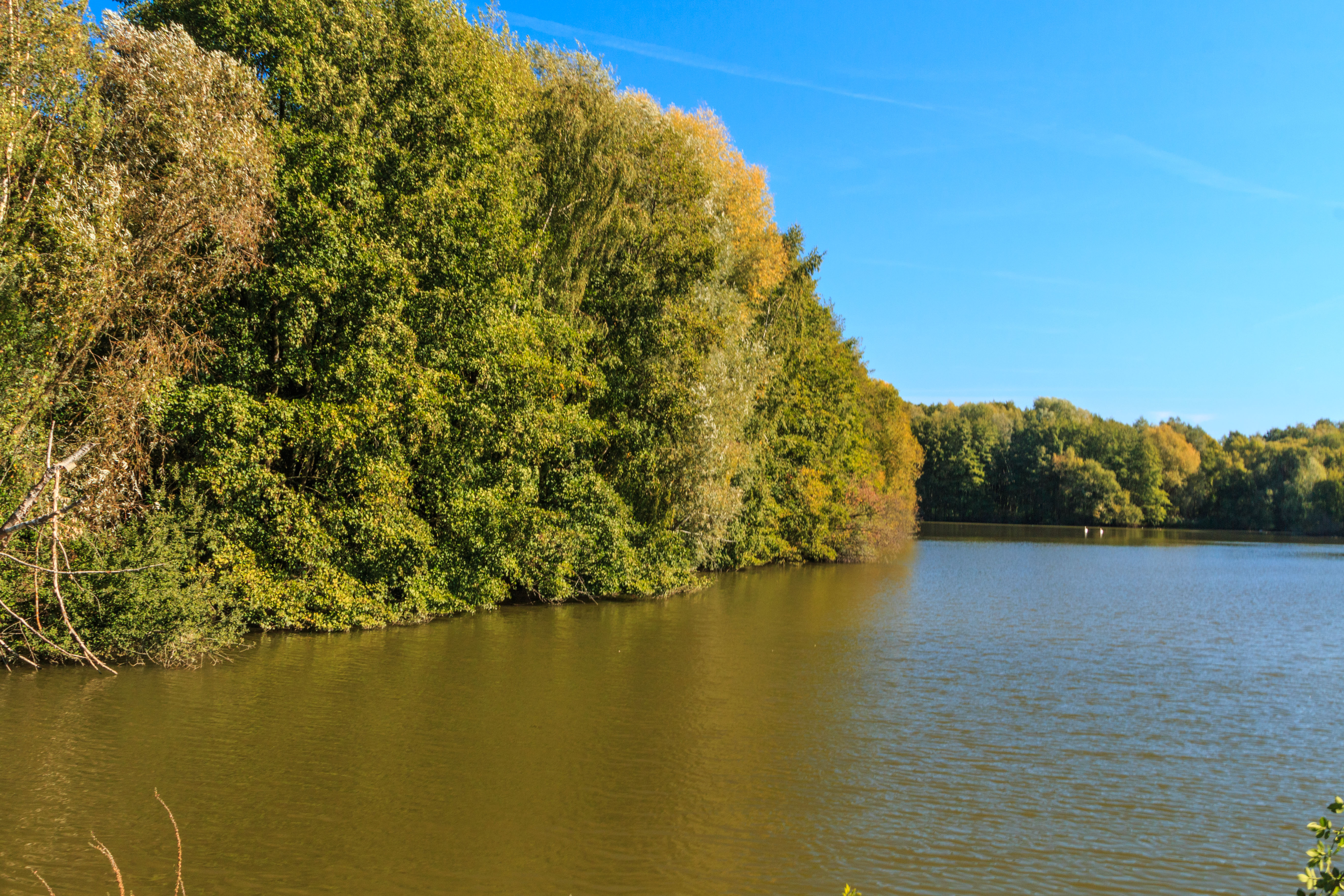
pohled na rybník Patřín
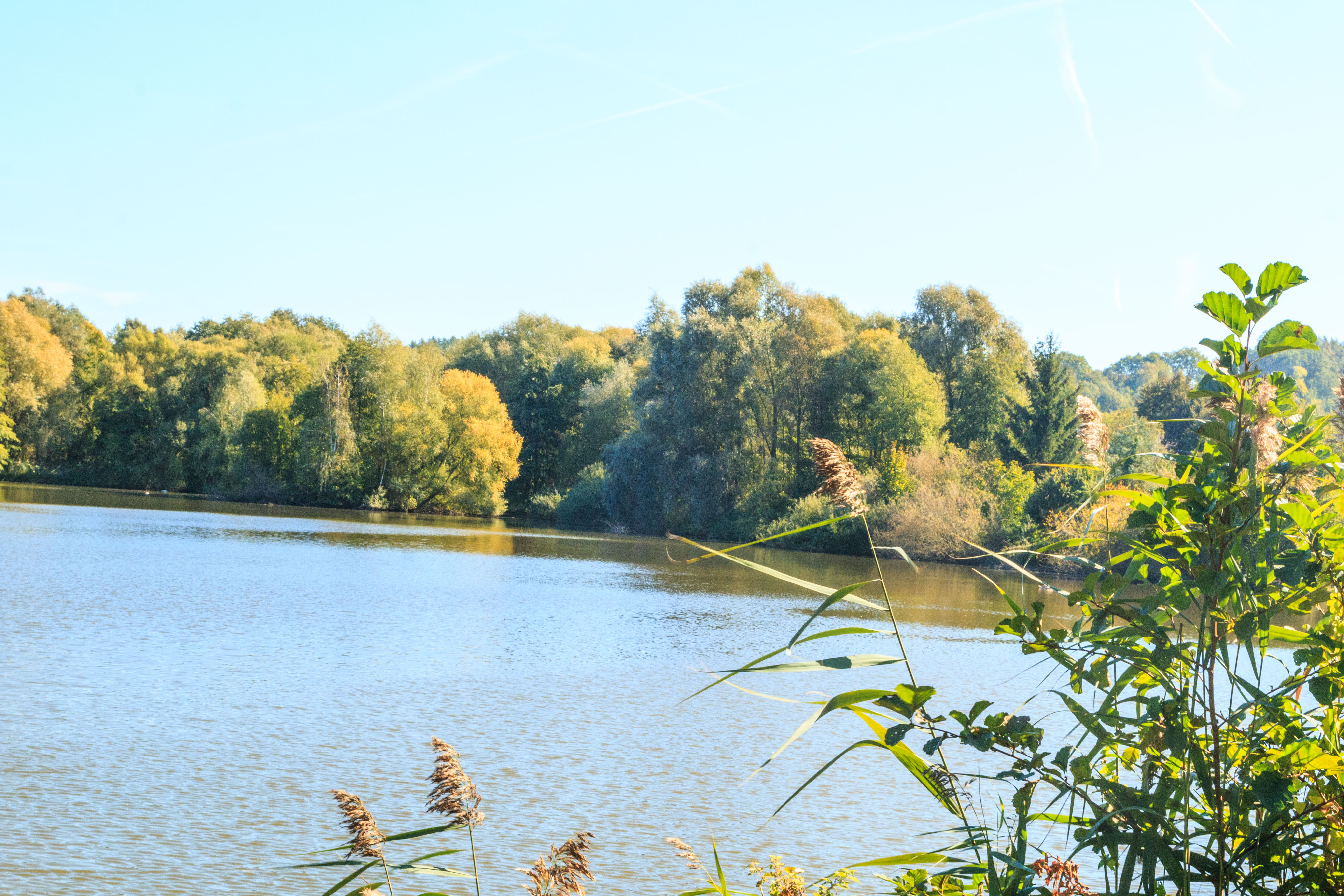
pohled na rybník Patřín
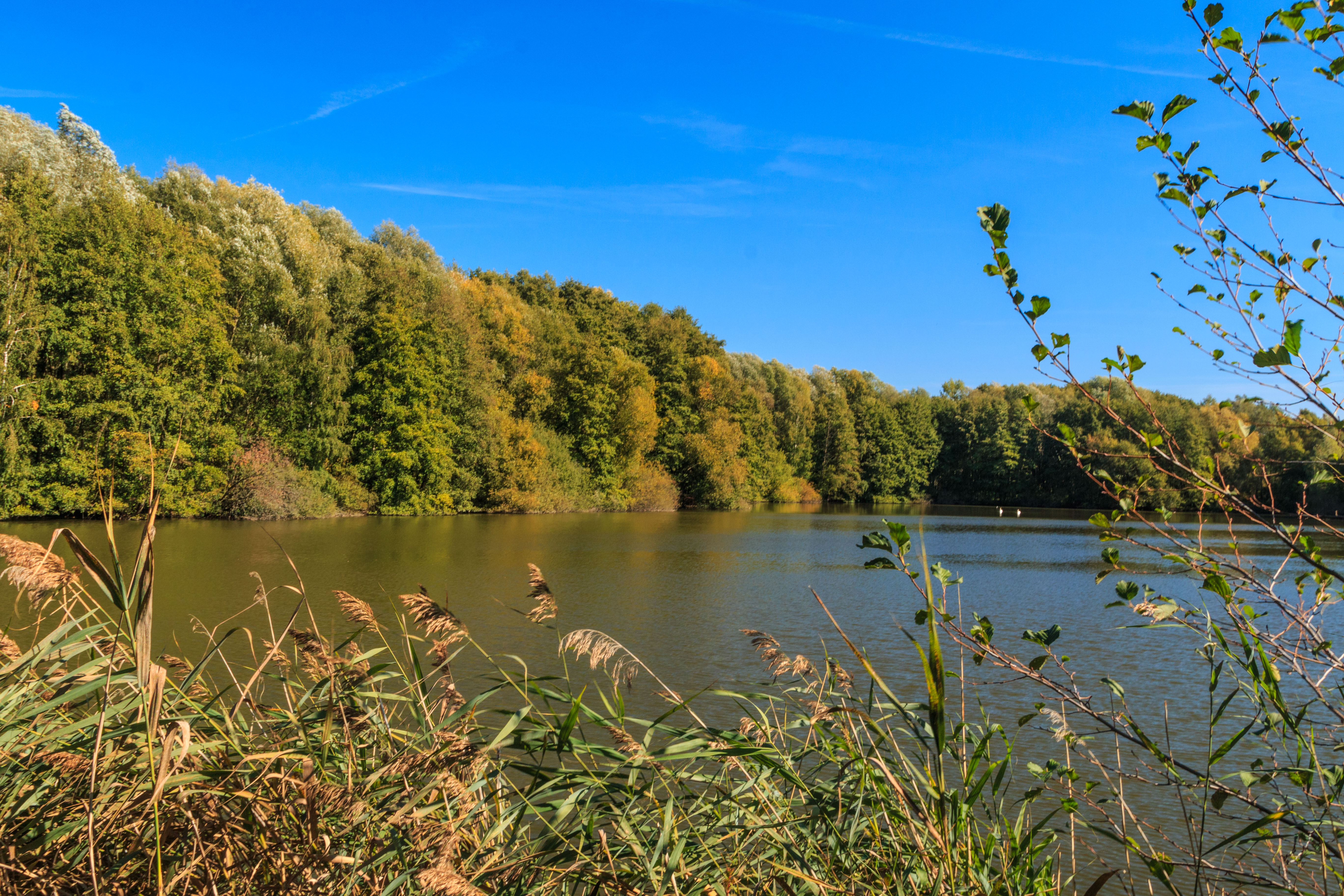
pohled na rybník Patřín
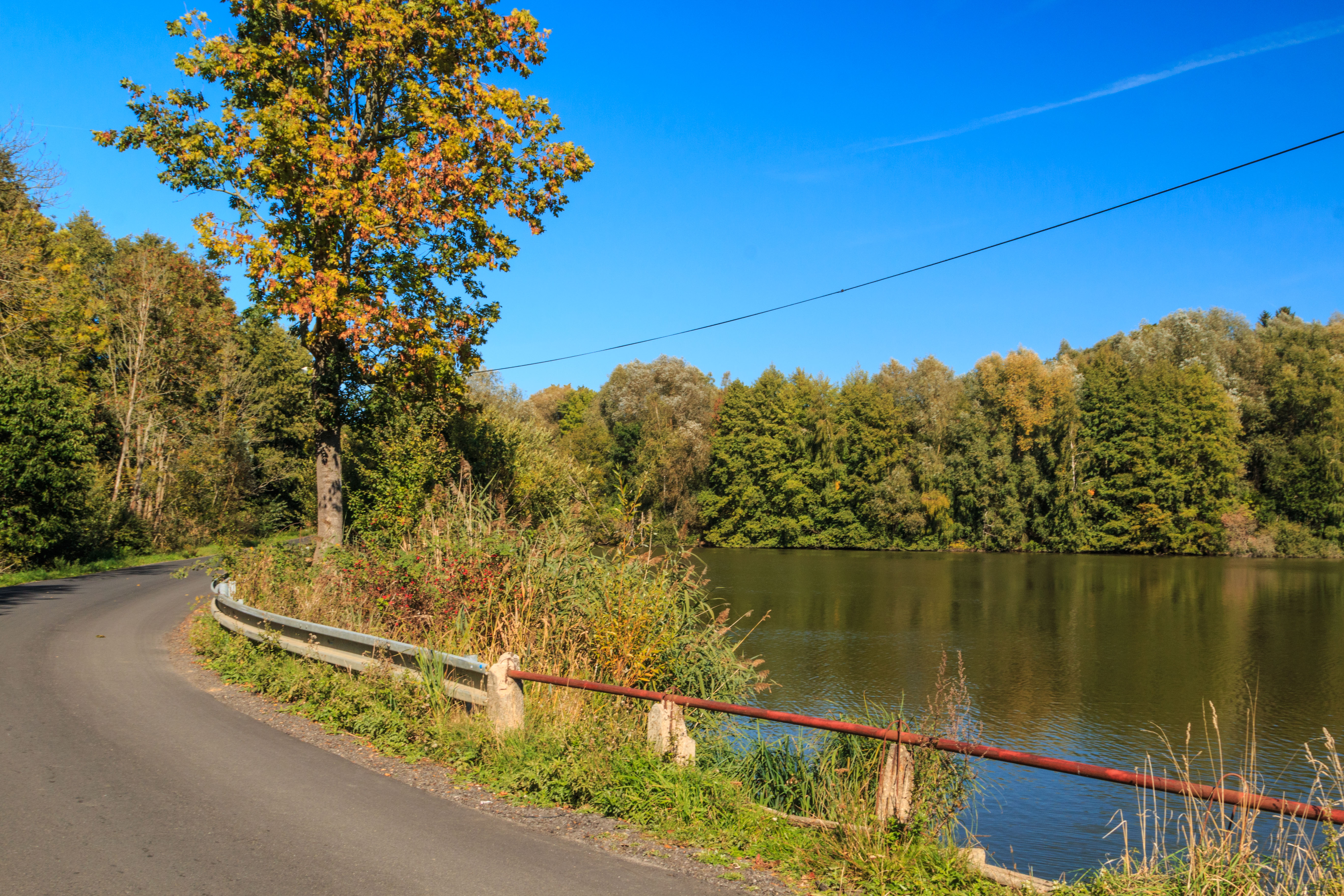
pohled na rybník Patřín